# Polizei (Litauen)
Die Polizei Litauens ist eine Institution der Rechtspflege in Litauen.
Der Auftrag der Polizei ist die Aufrechterhaltung der inneren Sicherheit, Abwehr der Gefahren für die öffentliche Sicherheit und teilweise auch für die Öffentliche Ordnung (Kriminalprävention). Des Weiteren erforscht die Polizei strafbare und ordnungswidrige Handlungen (Repression). Das Polizeidepartement am Innenministerium Litauens ist die zentrale Behörde der Polizei in Litauen.

## Geschichte
Bis 1924 und von 1940 bis 1990 gab es die Milicija (Miliz).
1924 wurde die Milicija zur Policija. Am 14. Mai 1920 wurde das Miliz-Gesetz (Milicijos įstatymas) und 1935 andere Rechtsakte (Valstybinio saugumo departamento statutas, Policijos aplinkraščių Sąvadas und Instrukcija policijos tarnautojams) verabschiedet.
Bis 1933 unterstand die öffentliche Polizei den Kommunen und dem Innenministerium Litauens. Ab 1933 wurde die Kriminalpolizei Litauens und die Staatssicherheitspolizei dem Departement für Staatssicherheit der Republik Litauen (VSD) übergeben.
1936 wurde die Wasserpolizei Litauens am Verkehrsministerium Litauens errichtet. 1990 wurde die Polizeiakademie von Litauen und 2001 das Zentrum für kriminalistische Untersuchungen der litauischen Polizei in der litauischen Hauptstadt Vilnius sowie 2009 Polizeischule Litauens in Trakai gegründet.

## Kennzeichnungspflicht
Siehe auch
Die Kennzeichnungspflicht für Polizeibeamte wird mithilfe eine Namensschilds sowie einer Kennnummer auf Brusthöhe der Uniform umgesetzt. Diese hat je nach Dienststellenzugehörigkeit der Beamten ein unterschiedliches Layout und macht somit neben der Identifikationsnummer auch deutlich, zu welcher Polizeieinheit der Beamte gehört. Das Namensschild bzw. die Kennnummer ist 8 bis 10 cm breit und 2 cm hoch mit silberfarbenen Schriftzug.
Diese Regelung gilt für die gesamte Polizei und auch für den Dienst in geschlossenen Einheiten wie zum Beispiel bei Demonstrationen. Eine Ausnahmeregelung besteht jedoch für Ermittlungshandlungen, verdeckte Operationen und Antiterrorbekämpfung. In diesen Fällen arbeiten die Beamten ohne namentliche oder numerische Kennzeichnung.

## Organisation
Die litauische Polizeibehörde ist dem Innenministerium unterstellt. Es wird vom Generalkommissar der Polizei geleitet. Die Polizeidepartement am Innenministerium Litauens besteht aus zehn Bezirkspolizeipräsidien (litauisch: apskrities vyriausiasis policijos komisariatas, wörtlich Bezirkshauptpolizeikommissariaten).
Darüber hinaus besteht die Polizei aus den folgenden spezialisierten Einrichtungen:
- Verkehrspolizeidienst
- Kriminalpolizeibüro
- Litauische Polizei-Anti-Terror-Einsatzgruppe „Aras“
- Zentrum für kriminalistische Untersuchungen der litauischen Polizei
- Polizeischule Litauens

## Dienstgrade
Die litauische Polizei verwendet das folgende Dienstgradsystem:
|      | Spitzenbeamter        | Höhere Polizei-Beamte  | Höhere Polizei-Beamte | Höhere Polizei-Beamte | Gehobene Polizei-Beamte | Gehobene Polizei-Beamte | Gehobene Polizei-Beamte | Mittlere Polizei-Beamte | Mittlere Polizei-Beamte | Mittlere Polizei-Beamte | Mittlere Polizei-Beamte  |
|      |                       |                        |                       |                       |                         |                         |                         |                         |                         |                         |                          |
|      | Generalinis komisaras | Vyriausiasis komisaras | Vyresnysis komisaras  | Komisaras             | Komisaras inspektorius  | Vyresnysis inspektorius | Inspektorius            | Viršila                 | Vyresnysis policininkas | Policininkas            | Jaunesnysis policininkas |
|      | Generalkommissar      | Hauptkommissar         | Oberkommissar         | Kommissar             | Kommissar-Inspektor     | Oberinspektor           | Inspektor               | Meister                 | Oberwachtmeister        | Wachtmeister            | Unterwachtmeister        |
| NATO | OF-6                  | OF-5                   | OF-4                  | OF-3                  | OF-2                    | OF-1a                   | OF-1b                   | OR-7                    | OR-6                    | OR-5                    | OR-4                     |

## Litauische Polizei in Bildern

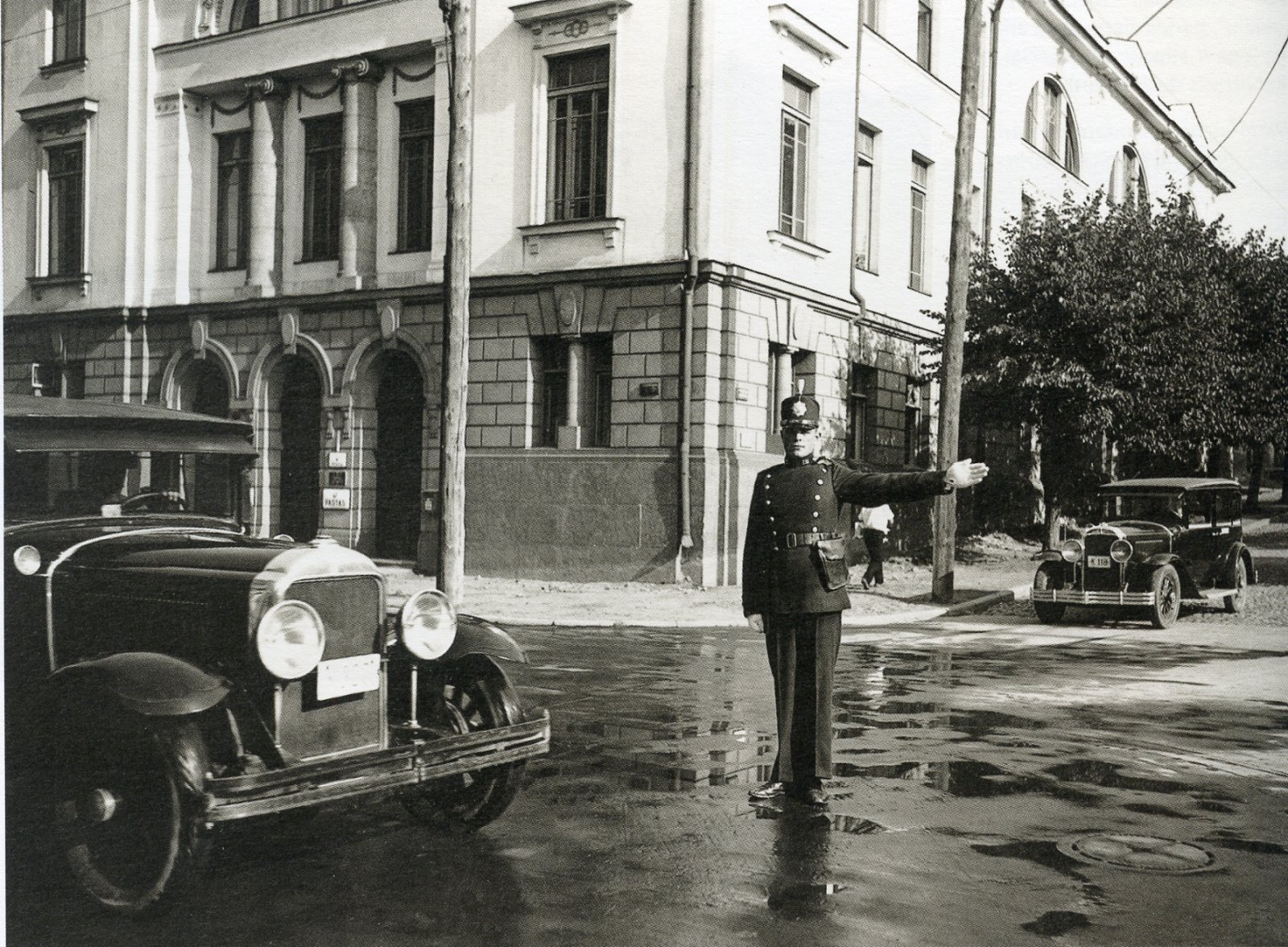
Polizist in Kaunas in der Zwischenkriegszeit..
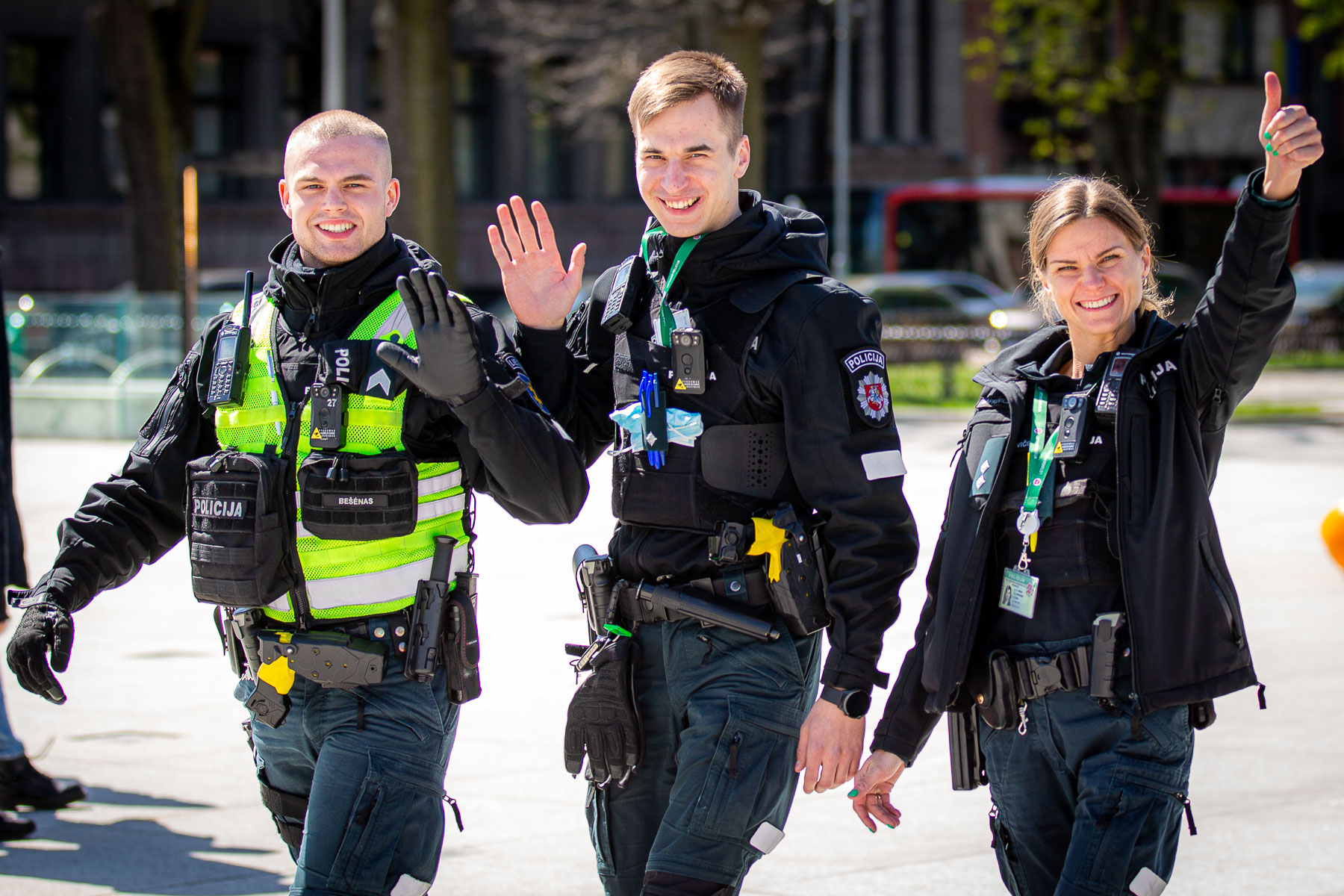
Polizeibeamte 2022
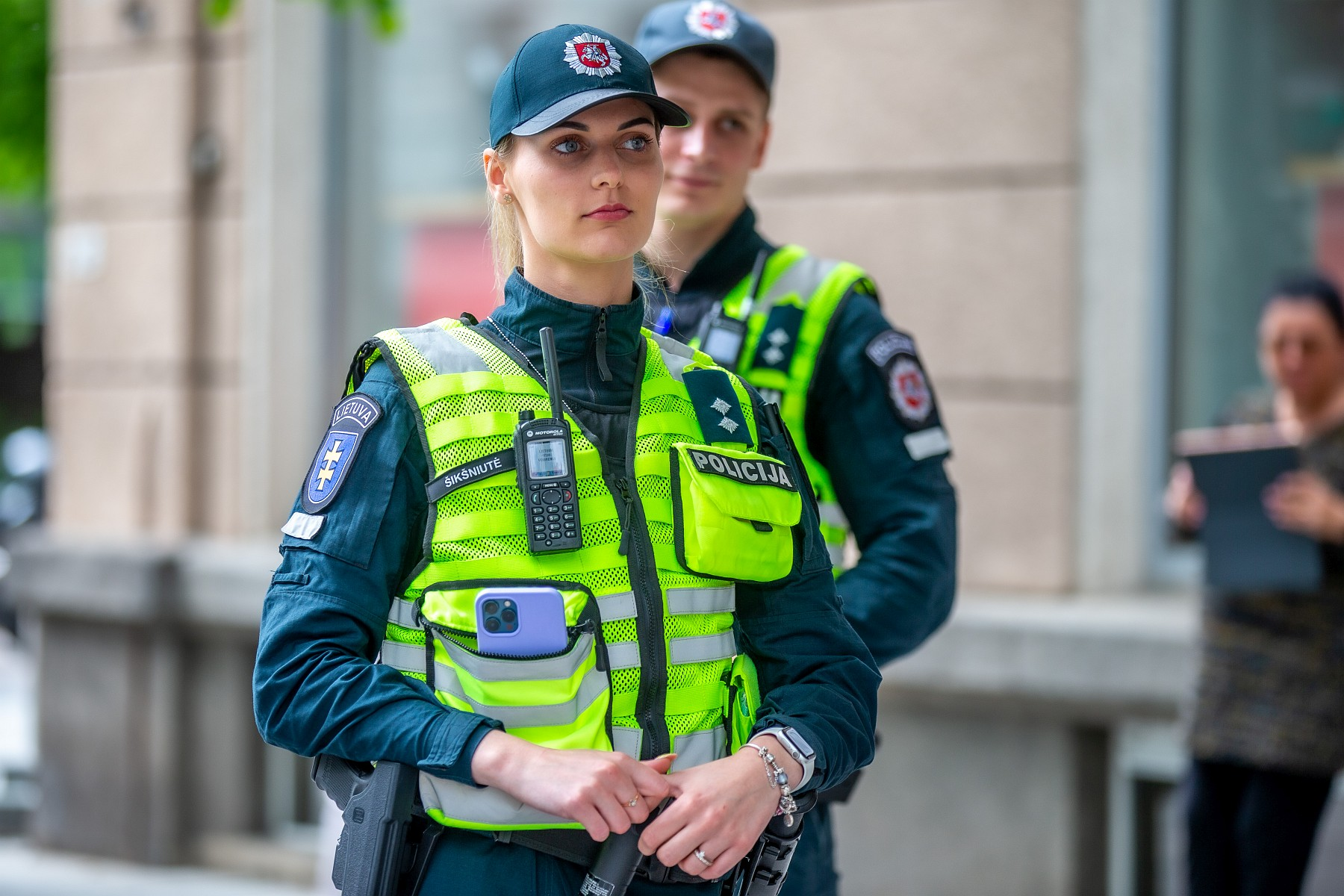
Polizeibeamte mit Rangabzeichen an der Warnweste 2022.
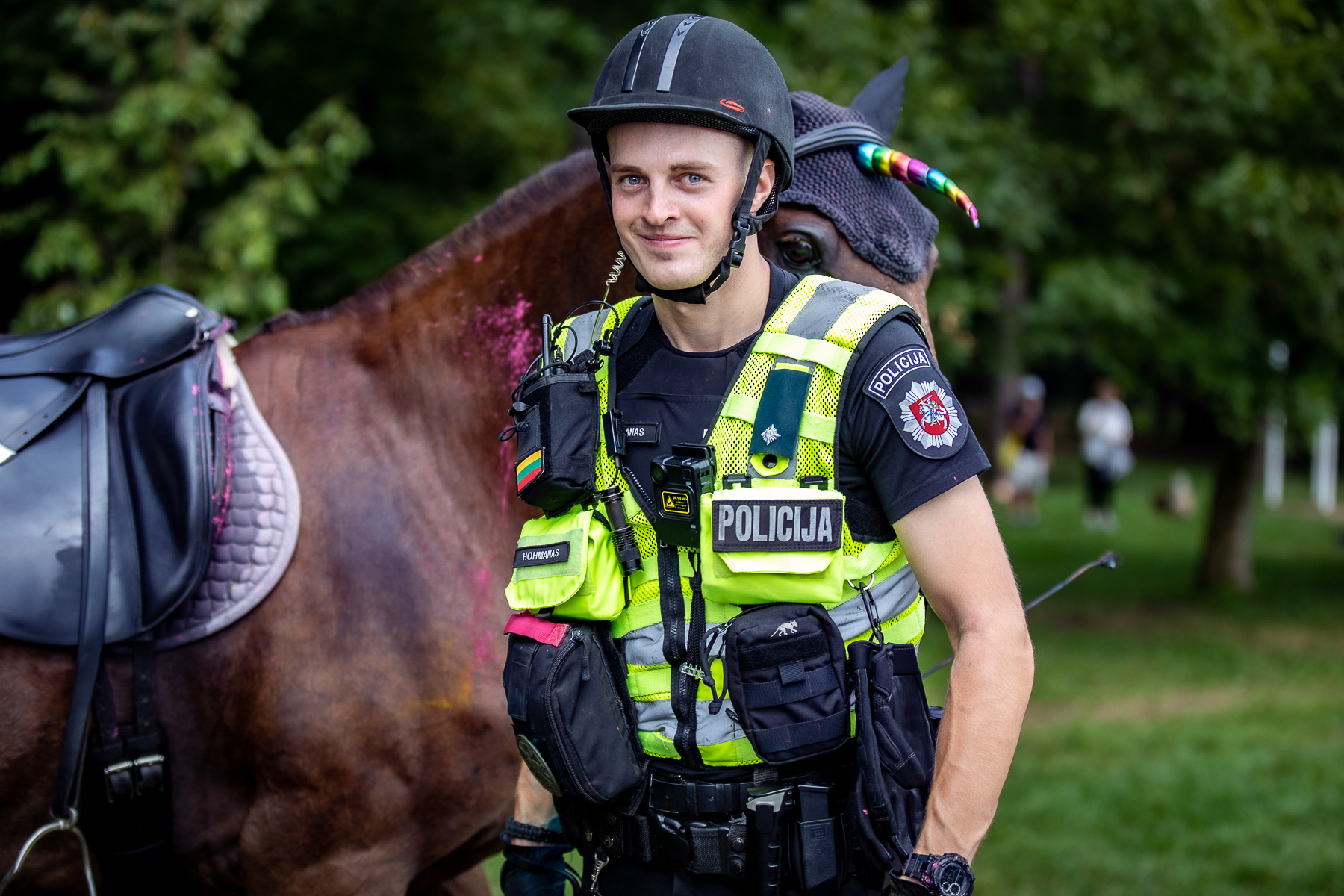
Berittener Polizeibeamter
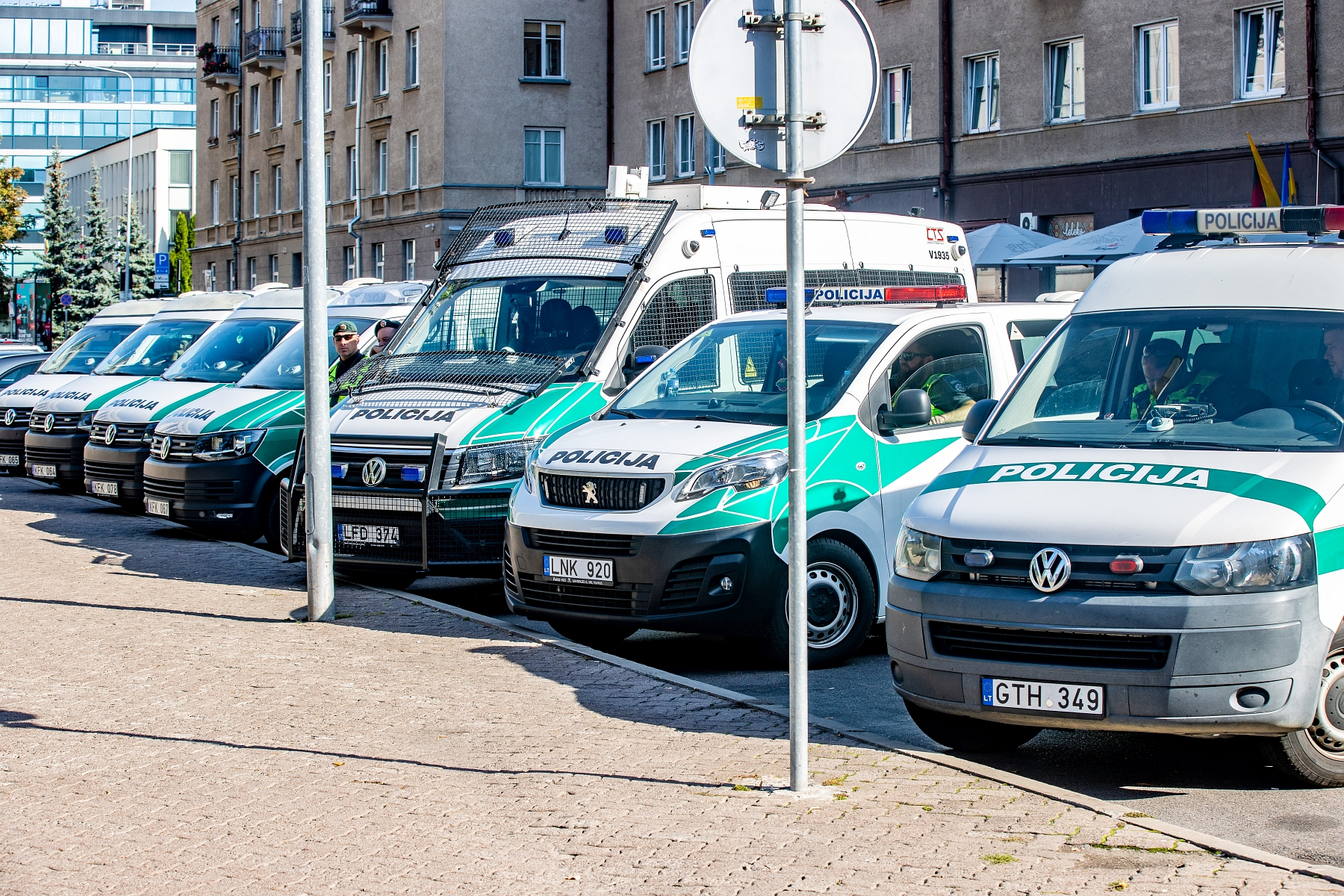
Streifenfahrzeuge der litauische Polizei in Vilnius

## Bezirkspolizeipräsidien
- Polizei Vilnius

## Polizeimuseen
- Polizeimuseum Kaunas
- Polizeimuseum Vilnius
- Polizeimuseum Šiauliai